# 聖騎士之戰系列角色列表
聖騎士之戰系列系列角色列表是亞克系統開發的格鬥遊戲聖騎士之戰系列登場人物相關記載。以下介紹的是可以在遊戲中使用的角色(按照出場順序)。

## Guilty Gear
- 索爾=巴得凱〈ソル＝バッドガイ/Sol Badguy〉

配音：石渡太輔(舊)、中田讓治(現)（日本）
系列的主角，綽號「背德之炎」，曾被即將退休的聖騎士團領導者Kliff看中其本領而被聘請為團員，但其後因和團員不合而盜出神器『封炎劍』逃走，並以賞金獵人的身份混入人類社会生活。性格粗魯並討厭麻煩，對人冷淡，為了不讓像自己這樣的犧牲者(被製成GEAR)再度出現，以抹殺所有的兵器開發者及兵器為自己的目的。在劇情中展現出其真正身份—GEAR最初型，因此戰鬥能力及壽命(推算年齡將近200歲)遠遠凌駕人類。在GGXrdR中，被凱伊得知自己是其岳父這件事感到尷尬。
性格-粗魯討厭麻煩。不多話，只說必要所需最低限度的話。這性格反映在所有的行動、也表現在自己所發出的攻擊是粗獷也是一擊必中這方面上。對人冷淡、但絕不是壞人。
戰鬥風格：具備標準性能的角色。擁有作為格鬥遊戲主角必備的三項必殺技(飛道具技、附帶短暫無敵時間的對空技、突進技)，除此之外還擁有可以暫時提升角色性能的變身強化系覺醒必殺技——「真龍解放」。與同樣屬標準型角色的凱伊相比，擁有較多突進型等進攻為主的攻擊技。在Strive中，索爾的「真龍解放」被改成了火力極大的突進指令投，還強化了許多必殺技的靈活性與取消性能，其強大的性能讓他持續位列強力角色之一。
- 凱伊=奇斯克〈カイ＝キスク/Ky Kiske〉

配音：草尾毅（日本）
系列的副主角，世界警察機構成員，聖騎士團團長。聖戰終結期，弱冠16歲被任命為聖騎士的領導者、並拜賜神器『封雷劍』的年輕天才劍士。雖然他的劍技被讚頌為這世上已無人能及，但卻還有個他唯一認同的好敵手—索爾。然而他們決鬥的機會隨著索爾脫離騎士團喪失。性格耿直誠實，極端熱愛正義。後於蒂姬成婚，並成為伊留亞連王國的「連王」之一。在GGXrdR中，從辛恩口中發現索爾是自己的岳父感到非常震驚。在GGST中，意外覺醒自己的力量而得到「真龍解放」技能。
性格-工作、對人、自己的道德，在所有方面耿直誠實、正經一面倒(正經過頭)的性格。其極端熱愛正義、幫助弱者的姿態以模範生而言可以說是模範過頭。但相對的，對擾亂規則和秩序的人容易抱持過剩的厭惡感並表現在外、是意外地感情容易起伏的性格。總之對自由有心結(憧憬自由)，但本人卻沒有發覺。
戰鬥風格：具備比索爾還要更標準性能的角色。與索爾一樣，同樣擁有格鬥遊戲的基礎三項必殺技，擁有極高的平衡性，全能的均衡型角色。擁有多樣化的多擇技以及具備強力牽制力的飛道具。在Strive中，招式的收招時間都被縮短，並得到了「真龍解放」，但與索爾不同的是凱伊只能在生命值35%以下才能發動。
- 克里夫=安德森〈クリフ・アンダーソン/Kliff Underson〉

配音：高見初秋(GG至GGX)、坂野茂(XX至XXΛC)（日本）
KY的退休聖騎士團團長，手持巨大的“斬龍刀”的老人。聖戰中期，以聖騎士團團長之姿活躍的戰士，其英猛勇敢的戰鬥姿態被讚訟為一夫當關，萬夫莫敵。他行動的原動力來自幼時快被GEAR殺害時，被一位昂然地出現的謎之男子所救。當時的情景強烈地刻印在少年心中，未曾淡薄過。……但是，如此英勇的他在聖戰終了後也上了年紀，而在郊外過著隱居的生活。在劇情里展現出其為Testament義父的身份，並與JUSTICE兩敗俱傷並死亡。
- 梅伊（メイ，May）

配音：興梠里美（日本）
空賊集團的船長。年幼失去親人的她被『快賊』首領JOHNNY收養。『快賊』是指藏身於飛空艇，自稱義賊進行活動的集團。在那粗野的生活中，她的心逐漸對代替父親的JOHNNY抱持激烈的戀愛情感。揮舞巨大的鐵錨做武器。馴養海豚和鯨魚，能與動物友好相處。性格明朗活潑及十分孩子氣、喜歡惡作劇。
性格-明朗活潑、喜歡惡作劇朝氣十足的女孩。再加上是以愛慕的異性(JOHNNY)為中心衡量事物價值的戀愛暴走狂。(對她而言就算將全人類和JOHNNY放在天秤上衡量也是JOHNNY比較重要)與其少女情懷成強烈對比地擁有從外表看不出來的怪力，就連海豚也能單手輕鬆舉起。想法很孩子氣，任性起來誰都阻止不了。
Xrd系列時外貌依然維持12歲小孩的狀態，向奇普坦白自己的實際年齡為20歲，讓奇普當場嚇一大跳。
戰鬥風格：以高火力的通常技以及快速的飛道具、突進技為主要的戰鬥風格。GGXrd以降的作品，則強化了飛道具、突進技的性能與種類，使得角色更偏向善於牽制的角色。在Strive中，因爲「簡化遊戲」的開發方向，再度變回以強力突進技為核心的高火力角色。
- 米莉亞=蕾姬〈ミリア＝レイジ/Millia Rage〉

配音：住友優子（日本）
幼時失去雙親的米莉亞被暗殺組織收養，成為了殺手。但她心中僅存的善意抗拒著濫殺無辜，因而脫離組織、展開逃亡。被追殺的她認為與其逃亡不如破壞組織來得有效。在劇情中打敗暗殺組織頭目薩度，獲得自由的她因此得以迎向平靜的生活。但她還有件事無法釋懷。雖說是為了存活，但是把在組織中照顧自己的恩師逼到絕境讓她有罪惡感。此外，薩度並沒有真的死亡一事，也帶給她薩度會再度出現在她面前的恐怖。於是開始追查Zato-1的消息，並打算給他最後一擊。因為在暗殺組織中長大的關係，性格冷淡、沉默寡言。使用變化自在的頭髮作為武器，但其能力乃是源自禁法—卑．泥獄墮法第6法「UNGRO」，但米莉亞為禁法所付出的代價一直不明。
性格-沉默寡言冷淡的性格。好像對什麼都不感興趣般的冷靜反應。或許是因為在暗殺組織中長大的關係，她自己對身為「女性」一事毫無意識也不覺得不便。基本上以得失判斷事物，甚少為其決定迷惘。雖帶著宛如機械般的思考方式，卻也沒有完全失去人的本性，偶爾會為自己否定自己的排他思想感到苦惱。
戰鬥風格：以快速的攻擊方式和移動速度見長，能夠快速地切換上中下段攻擊，同時也十分擅長進行空中戰。擁有全遊戲中最強的攻擊等級，除此之外也擁有十分強力的牽制型飛道具必殺技。
- 薩度=1〈ザトー＝ONE〉

配音：鹽澤兼人(舊)、子安武人(現)（日本）
過去在組織中只是低階小嘍囉，但利用視力交換操縱影子的禁術泥獄墮法第5法「蝕精影陣」而成為殺手組織的領導人。在劇情裡被擁有自我意識的影子(EDDIE)奪去身體及意識而死亡。在GGXX的劇情中，獲得薩度記憶的EDDIE指出薩度曾對米莉亞做過什麼，但一直不明朗。Xrd中被元老院復活，只剩對米莉亞的感情，但協助眾人一些事以及參與守護伊利里亞首都的大街。
於XrdRev2外傳後日談B章節為試探威諾姆是否有要回歸殺手的打算，並派三人到超級萬事屋來測試威諾姆，但最後威諾姆決心要守護大街所有市民後並由部下轉給商店營業許可證也證明威諾姆通過測試，後來薩度也光顧威諾姆經營的麵包店
戰鬥風格：無論是薩度還是EDDIE都能夠用禁術的能力召喚出影獸，召喚出的影獸能夠與本體同時進行攻擊。雖然影獸被攻擊後就會馬上消失，但是影獸能夠配合任何指令進行任何距離的攻擊。擅長配合影獸進行多擇和綿密的攻勢。
- 波坦金（Potemkin）

配音：近藤隆（日本）
領土為超巨大飛空艇的軍事國家．齊柏。在唯一保有科學文明的該國，以奴隸士兵身份被雇用的他，因其屬下士兵全被當成人質而接受上官的命令出戰大會。無可奈何地出戰的他被告知這命令背後進行著武裝政變計劃，並成功地奪回和平的自治。擁有高自尊、誠實的心。從那釋放著威壓感的巨大身體無法想像，是熱愛自然的溫柔性格。重視義理，忍得住自己的痛苦卻無法坐視他人的痛苦不管，正面迎戰逆境和壓力。雖擁有巨人般的身軀及力量，但絕不會為了惡意傷人而揮拳。
性格-擁有高自尊、誠實的心。從那釋放著威壓感的巨大身體無法想像，是熱愛自然的溫柔性格。重視義理，忍得住自己的痛苦卻無法坐視他人的痛苦不管，正面迎戰逆境和壓力。絕不會為了惡意傷人而揮拳。
戰鬥風格：擁有全遊戲中最高的防禦力，同時也擁有攻擊力極高的通常技、指令投擲技。擅長接近對手後利用強大的火力壓制對手、或是利用對手接近的空檔造成大量傷害。
- 奇普=札納夫〈チップ＝ザナフ/Chipp Zanuff〉

配音：川原慶久（日本）
少年時期是一名為吸食大量麻藥而成為黑手黨的麻藥採購者。但是，一直攝取大量麻藥的他最後崩潰，即將被組織處份。此時救他的是神祕忍者‧毅(タケシ)。他滿懷感激，在那位忍者底下修行精神、武道。目前的目標是為了被組織殺害的亡師成為總統，動用軍力向組織復仇。
性格-血氣方剛、戰鬥意欲非常強烈。會因為一點小事就抓狂。基本想法是「弱者去死」。就算要決定什麼也都是短路思考，但是戰鬥時卻會以其出眾的直感敏銳、深層地考察。現在他遵從亡師的教誨努力抑制急躁的部份，並漸漸地想幫助需要幫助的人。其師為日本人，因此對日本文化特別有興趣，充滿錯誤的日本印象。
於Xrd系列成立自己的國家「東奇普王國」，也雇用安薩作為副官，並努力經營著。
戰鬥風格：有極高的機動力和攻擊力，也同時擁有十分豐富的空中動作，擅長使用快速的攻擊動作和難以捉摸的移動方式進行作戰。
- Dr.光頭

配音：鹽澤兼人（日本）
曾是世界知名的醫生。某天在為某位少女動手術時導致她死亡。他因為此事受到強大的衝擊、精神錯亂，從善良的醫師一轉成為瘋狂的殺人魔。
在劇情裡打敗Justice後被民眾打從內心仰慕他為拯救世界的英雄的歡呼聲緩緩地喚回往昔的天才醫生．Dr.BALDHEAD的記憶。
- 艾克賽爾=羅〈アクセル＝ロウ/Axl Low〉

配音：難波圭一（日本）
Axl是20世紀的人類。出生在貧民區的他為了解放被暴力集團統治的城鎮而投入抵抗行列，以其超人的運動神經僅僅半年就在敵我雙方無人死亡的情況下達到目的。之後偶然間被時空傳送到150年後的舞台。敷衍的性格外加好色。但事實上他擁有能夠冷靜觀察、分析所有事物的能力。此外，在貧民區長大的他在目睹統治城鎮的暴力集團間的抗爭不曾間斷，所以非常厭惡「死」的存在，不管對方是多壞的壞人也絕不奪去其生命。典型的樂天派。他的運動能力及使用鎖鐮的技巧無出其右。
戰鬥風格：擅長使用鎖鐮進行中~遠距離的作戰，擁有的必殺技常常具備攻擊速度快、適合反擊的特性。
- 聖約（Testament）

配音：高見(あっくん)（GG）、小林克彰（GGX系列）、小林優(STRIVE)（日本）
KLIFF的養子，感謝養育之親．Kliff的聖約為了報答其恩情而決意成為Kliff的繼承人。然而在當時從事的機動部隊任務中被捲入某先進國家之計畫的聖約，無關本人的意思被改造成GEAR。擁有強韌精神力的他，意識和記憶雖沒有被奪走，但遵從被強制植入的「抹殺人類」命令而敵對人類。大會中Justice的死亡讓聖約取回原本的溫柔人格(溫柔人格的聖約作為可用角色在GGX中登場)。擅長召喚術，武器為血凝的大鎌刀。
性格-只要是能為他人做些什麼，便會盡一切努力、甚至可以犧牲自己的溫柔青年。特別喜歡小孩，帶頭收養、照顧孤兒們。也因其博愛主義，對他而言即使是罪人，責備其罪過不如先加以導正來得重要。勤勉而好奇心旺盛，極端厭惡暴力。
於Xrd系列未登場，僅設定資料表示與強尼有保持聯繫交流，STRIVE回歸登場。
戰鬥風格：聖約可以利用召喚術設置各種不同的陷阱，並以十分詭譎的角色動作來進行攻防。於STRIVE再登場時，改為以強力的飛行道具來進行綿密的攻勢來進行戰鬥。
- 正義（Justice）

配音：森藤卓彌(GG)、櫻庭若菜(XX至XXAR，舊藝名：緒川友美子)（日本）
GEAR的領袖，最強最惡的GEAR。被稱為“破壞神”的存在。是指揮型的GEAR，能夠操縱在她以後被製造的所有GEAR。認為作為兵器的自己的意志及感情對人類而言不是重點，人類否定自己的事實是不變的，因此悲哀地僅為了讓自己存在而戰。
其真實身分是費德烈的戀人雅莉亞，因為得到不治之症而由飛鳥‧R‧庫洛茲(即為That Man=Gear Maker)主導進行Gear化，不料卻因為無慈悲啟示的介入造成暴走化，而雅莉亞本人的靈魂依附在最初的Valentine：潔克‧O上得以存活，肉身則異化為正義。
- 梅喧（Baiken）

配音：興梠里美(GG)、須藤みほ(GGX至JUDGMENT)、米本千珠(ΛC)、淺野麻由美(XrdR以後)（日本）
因在日本的家園被GEAR襲擊而造成獨臂獨眼的女劍客。在日本人設施被襲擊時，她所看到的是圍住四周的烈焰、以及化為肉塊的朋友與親人，這全是GEAR的所作所為。而當時深深烙印在她眼中的，是另一件事．被異形們圍繞的男人。那個男人被火焰和GEAR圍繞著，靜靜地看著年幼的梅喧。所有的直覺告訴她「這傢伙是敵人」。當時的記憶未曾淡薄過一直刻印在她心中，就連現在也仍持續追擊著「那個男人」。在GG全勝(沒有輸過任何一場)的情況將NORMAL街機模式破關就會以挑戰者之姿，作為該作的隱藏角色除此之外沒有任何特別的資訊，她的角色背景在GGX才開始明確起來。
於Xrd系列幫助琴慧弦對抗聖皇菁英部隊的方陣9與GEAR。之後STRIVE是外傳故事的女主角。
性格-女中豪傑、道地的武士。為了某個目的而捨棄女人的身份。容易怒火上昇，動不動就打架。是思考不如先行動的類型。對自己的主義主張直率，遇到意見相左的人不爭出個是非不罷休。不過若是判斷對方有理的話也會坦率地認同。
戰鬥風格：擁有獨特防禦取消技「亞座身」，可以在不利的情況逆轉局勢，但大多時候是以劍技進行具有侵略性的戰術。於STRIVE時「亞座身」被刪除，但取而代之是獲得利用暗器將對手綁在近距離來維持攻勢的必殺技。

## Guilty Gear X
- 浮士德（Faust）

配音：近藤隆（日本）
恢復理智後的Dr. Baldhead。勇敢地承擔起自己的罪惡，在頭上戴上紙袋，決心用出神入化的醫術擊退死神的男人，但有千年殺、投擲爆炸頭、推輪椅撞對方的小腿等充滿惡搞的戰鬥方式。
- 蔵土緣 紗夢（Kuradoberi Jam）

配音：小森真奈美(舊)、松嵜麗(現)（日本）
出身中國的少女，擅長烹飪和氣功。
性格-好勝不服輸、傲慢到惹人嫌的程度、性格不可愛的野丫頭。超級討厭優柔寡斷的軟弱者、神經質的性格，但是對自己很縱容是自我中心型。頑固地堅持自己的主張，對美觀很挑剔，也因此很喜歡視覺系男子(美男子)。乍看之下是理想主義至上的妄想狂，然而自己真正的樣子絕不讓別人看到。習得強力的拳法也是因為嚴格審視現實後只能相信自己的結果。
Xrd系列中自己的中華料理店被三度燒毀，更因暗戀對象 凱伊與蒂姬成婚而大受打擊。
戰鬥風格：紗夢以中國拳法來當作戰鬥手段，具有十分強力的攻擊性能，但是缺點是攻擊距離較短。紗夢擁有可以強化特定必殺技的特殊必殺技「朝凪的呼吸」，並可以利用強化的必殺技來施展出強力的連段。
- 強尼（Johnny）

配音：若本規夫（日本）
空賊集團的首領，為拯救亂世中的人們而行動的俠盜，使用居合劍術“幻影博文流燕月劍”。會利用自己的人脈與豐富的知識，在世界各地邀請戰爭孤兒加入自己的空賊團(女性限定)，因其「鋤強扶弱」的活動宗旨而廣受平民百姓歡迎。
性格-輕浮的性格、喜歡死語(過時的流行語)。好女色。平常表現出十分輕浮的樣子，看起來不像是值得信賴的類型，但那是他的佈局，其實他是相當精明的人。知識、經驗老道。此外，就算被逼到絕境也絕不會亂了陣腳，甚至還能從容的講笑話。
戰鬥風格：強尼會以長刀使出的居合劍術為主，利用其優秀的攻擊距離在中距離戰鬥中大展身手。此外強尼還可以使用特殊的拋擲硬幣必殺技來強化自己的居合攻擊，可以使強尼更進一步獲得強大的火力。在Strive時，取消掉使用拋擲硬幣來強化居合斬的特性，改成朝對手方向投擲緩慢標落的撲克牌後，再利用居合斬斬切撲克牌後觸發追加斬擊的特性。
- 御津闇慈（Anji Mito）

配音：五十嵐亨(舊)、神奈延年(現)（日本）
承續滅亡的日本人純粹血統者。他是那些僅存者的末裔。這時代日本人的存在非常貴重，因而被強迫限制在世界性的保護環境。也就是說不被當成一般人看待。在現存的日本人中，有接受該體制、以及拒絕的人，而他是屬於後者。對他而言比起種族存續更想要現在的自由。於是他隱瞞自己的人種，展開有目的的旅行。他一直持續追察著破壞日本的異形侵略者、以及據說是創造出他們的「那個男人」。然而，其動機卻並非是因為憎恨報復。持有神器「絕扇」。
性格-格鬥型態是由以「舞」為機軸的華麗技構成，比起理性、更遵從直感行動的熱血漢型，是動與靜混合的角色。直率、不顧前後的行動引人注目，和樂天派不同，只是單純的不夠深思熟慮而已。特別是不會高唱正義感，不過對不正當及無法認同的事會露出反感。偶爾會把人當傻瓜，不過那是他表示好感的方式。
僅於Xrd系列中梅喧-AC街機登場，將自己所調查「那個男人」的真相告知給梅喧。後於STRIVE回歸登場。
- 艾迪

由薩度的禁術控制的影之禁獸，薩度的精神崩潰后控制他的肉體，但是這肉體已不再適合它。爲了尋找自身存在的意義和活下去的方法而活動著。
於Xrd系列時被復活的薩度搶回身體及意識。
- 維諾姆（Venom）

配音：諏訪部順一（日本）
在薩度死後接管殺手組織的一位殺手。使用撞球桿擊打撞球來殺人。能夠從異空間召喚出充滿破壞力的黑暗物質“黒暗天使”（DARK ANGEL）。
性格-雖是暗殺者，但溫和、不懂隱暪的直率性格。對任何事都是冷靜對應，說起來是文系型的思考。因自幼時起是在沒有感情的環境中長大，因此對人生並不抱有特別的目的意識，只是持續著「活著」這個這事實。(那是因為無意識地追求著自己的存在意義)並非基於概念、而是直覺上地討厭殺人，因此被賦予的任務會負責任地完成，但工作以外的殺生令他難過。
於Xrd故事模式中為打敗貝德曼而犧牲自身生命所引出的力量並導致機械凱伊代替自己自爆重傷
XrdRev2外傳後日談B章節中殺手組織的三人受薩度指示來到超級萬事屋前也測試維諾姆是否有別有異心的想法，最後維諾姆大喊說出想要守護大街所有市民後就給予商店營業許可證並證明通過這測試
與機械凱伊一同經營新開的麵包店並成為麵包師傅，也更換了髮型。
STRIVE以第四季DLC追加角登場，與機械凱伊一同行動，除多穿一件襯衫外並沒太大變更。
- 蒂姬（Dizzy）

配音：藤田かな恵（日本）
在JUSTICE死後出現的新的指揮型GEAR，在3年中成長為20歲少女的形態。性格溫柔善良。身後背負著天使與惡魔的雙翼，各自具備自我意識。
性格-GEAR與人類的混血兒。出生後急速成長，與外表相違背現在才滿3歲。擁有卓越的情報吸收能力，精神年齡以人類而言超過20歲。雖因為被排斥而對人類抱著不信任感，但擁有一顆率直而純真的心。以愛對待自然和人類，極端厭惡紛爭。話雖如此，她也不是盲目的崇尚和平，在考慮到人類的存在和環境破壞是自然循環的一環後，起而扺抗圍繞在自己周圍的坎坷命運。
後於凱伊成婚並生下兒子辛
身世-母親是正義(失去靈魂而肉身異化的雅莉亞)，父親為費德烈(既索爾)
家庭關係 父：索爾 母：雅莉亞(既正義) 夫：凱伊 子：辛=奇斯克
STRIVE以第四季DLC追加角登場，也換上一套新服。

## Guilty Gear Petit
- 法妮

原創角色，一位手持巨大注射器的護士。為向浮士德醫生報恩而行動。Petit 2代有相遇浮士德，但不明原因無特殊對話。

## Guilty Gear XX
- 史雷亞（Slayer）

配音：家弓家正（舊）、土師孝也（現）/岩澤俊樹（年輕）（日本）
殺手組織的創始人，一位吸血鬼貴族。身邊有和他一樣永生不死的女子夏瓏(CV：潘惠美)陪伴。使用的武器就是自己的拳頭。
Xrd主線故事中並率領殺手組織參與守護伊利里亞首都的大街，並對抗聖皇菁英部隊的方陣9以及GEAR，與齊柏現任大總統 加百列共同對抗也成好戰友。
STRIVE除穿上大衣外並沒太大變更，使出馬赫拳後會爆衣，吸血對方後變年輕時期的姿態。
- 機械凱伊（Robo-Ky）

配音：草尾毅（家用版X至XX）、寺田完（#RELOAD至SLASH）、井上巧（ΛC）、千葉繁（Xrd至STRIVE）（日本）
終戰管理局的戰鬥機器人，模仿凱伊的造型與戰鬥模式，使用各種科學武器。性格粗魯莽撞。
僅XrdR故事模式登場，自終戰管理局逃跑後在伊留亞連王國經營超級萬事屋(依然是無職，淪為小孩們取笑對象，實際內心從不抱怨笑自己的小孩們)，後與維諾姆一同對抗床人並為救之前嘲笑的小孩們而挺身保護並自爆重傷床人
對“聖皇”艾利爾斯決戰結束後只剩一顆頭下救出用盡力量而倒在地上的維諾姆，之後與既已恢復的維諾姆一同經營超級萬事屋，雖被殺手組織成員其中一人套上布袋，但從透視模式中發現這三人實際是來測試維諾姆就沒有當場揭穿
之後與維諾姆在商店街開麵包店並一同經營。
STRIVE和維諾姆一同行動，在維諾姆使出特定招式時會來支援攻擊對方。
- 伊諾（I-No）

配音：井上喜久子（日本）
「那個男人」的親信之一，一位能夠干涉時空的吉他手。在Xrd與STRIVE戲分較重。
- 布莉姬（Bridget）

配音：小西寬子（GGXX至SLASH）、加藤有希子（ΛC）、石見舞菜香（STRIVE）（日本）
因為成長村子認為同性雙胞胎是不吉利之事，所以從小就被當作女性養大。為了證明自己的價值並改變村子的陋習，而決定成為賞金獵人。使用溜溜球做為武器，身邊有會說話的玩具熊ROGER陪伴。
STRIVE回歸，儘管沒抓到當年懸賞通緝犯蒂姬，可做為賞金獵人的才華卻開花結果，並成功賺取到大筆財富衣錦還鄉。
此舉讓家鄉的迷信逐漸消散，同時失去了自己的目標。現在繼續從事賞金獵人的工作，邊思考自己真正想做的事情。
- 札帕（Zappa）

配音：上田祐司（日本）
被女怨靈S子附身的男子，能夠操縱靈犬、靈刀和成群的幽靈，能召喚出所向披靡的巨大雷神。
僅於XrdR故事模式登場，浮士德醫生驅魔成功後徹底擺脫女怨靈S子的控制並獲得自由，5年後從事公務員，與同事蘭迪共同研究靈異現象，之後其研究成功並有成果。
於王立圖書館尋自己要找的書本時遇見正調查未知病例相關資料的浮士德醫生，自己表示知道得未知病症患者大多是日本人。

## Guilty Gear Isuka
- 雅芭（A.B.A）

配音：滝本みか（Isuka）、杉山里穗（STRIVE）（日本）
煉金術製造的人造人，尋求純粹的愛情，把鑰匙狀巨斧帕拉塞爾斯《配音：森利道（Isuka）、神谷明（STRIVE）（日本）》視為丈夫帶在身邊，爲了給他找一個軀體而漫無目的行動。但髮色與長度從暗橘短髮變更為青綠中直髮。
帕拉塞爾斯真身是聖戰時代讓無數戰士被洗腦甚至自身喪命的妖斧，使持有者變成不分敵我的嗜血狂戰士，隨聖戰時代結束被世人遺忘，之後雅芭發現並視為丈夫帶走。

## Guilty Gear XX Slash
- 聖騎士索爾

被伊諾從2172年帶到2183年的加入聖騎士團的索爾。

## Guilty Gear 2
- 飯鋼（Izuna）

配音：古澤徹（日本）
來自「黄泉平坂」的居民，有著狐耳特徵的浪人，是當地妖怪首領，於洗禮13事件中協助索爾等其他人。
- 帕拉戴姆博士（Dr.Paradigm）

配音：幹本雄之（日本）
自正義身亡後脫離其詛咒的龍型GEAR，是位不喜好戰鬥的穩健派GEAR。因外型緣故而被外人誤稱“鳥”，但本人不喜歡被稱“鳥”並會糾正對方改稱“龍”。
並率領其他能獨立自主的GEAR一同前往一處孤島，過著隱居避世生活，於洗禮13事件中協助索爾等其他人。
因知道索爾的往事，並直接直呼其本名「費德烈」
- 瓦倫泰（Valentine）

配音：澤口千惠（日本）
外表與雅莉亞相似的神秘少女，實為本作最終頭目，也是洗禮13事件幕後黑手，平時表情無感，但索爾一行阻止自己的計畫時卻表現極為憤怒，與索爾決鬥中身亡。

## Guilty Gear Xrd -SIGN-
- 床人（ベッドマン）

配音：綠川光（日本）
擋在主角群面前的謎之男子。在現實世界中，只會不斷連續講如同夢話一般的發言；只有在夢中世界才會展現自己真正的性格。擁有極高的自尊心，無論對方是何種種族、性別、年齡，他都視如草芥。
Xrd故事模式中不請自來找上米莉亞、威諾姆與史雷雅並發動襲擊，也遭遇三人聯手攻擊，貝德曼依然毫無動搖並以壓倒性實力擊潰三人。
最後被機械凱伊自爆造成重傷，並之後反抗無情啟示但被殺死，其遺體被妹妹迪萊菈帶走。
戰鬥風格：貝德曼擁有不同於其他角色的空中移動方式，必殺技類型也十分奇特，在施放必殺技後可以藉由輸入特定指令，施放類似重播一般的飛行道具型必殺技。
- 拉姆雷薩爾=瓦倫蒂〈ラムレザル＝ヴァレンタイン〉

配音：潘惠美（日本）
向全世界發出宣戰布告的謎之少女。從異次元世界「Backyard(バックヤード)」中誕生的、不具有情感和個人意志的「瓦倫泰(ヴァレンタイン)」之一。對於目的之外的事物不會抱持任何的感情和價值判斷，對她口中的「母親（お母さん）」有著絕對的忠誠心。有一隻替她攜帶大劍的使魔，名喚「路西菲洛」（ルシフェロ，聲：関智一 ）。
戰鬥風格：是以收放可以自由操作的大劍進行戰鬥的角色，大劍的攻擊力極高；同時，自身也持有強力的突進技和以連續輸入單一按鈕發動的連續技。
- 辛=奇斯克〈シン＝キスク〉

配音：宮崎一成（日本）
於GG2時即為可操作角色。凱伊和蒂姬的兒子。擁有人類和四分之一的Gear血統。從小就是由外公索爾一手帶大的，並且以「老爹」尊稱他。年齡與外表不同，目前未滿十歲。對任何事物都抱持著樂觀開朗的心情，說好聽一點是天真爛漫；說難聽一點的話就是過分單純。
戰鬥風格：是以具有極大攻擊範圍的旗竿進行攻擊的攻擊型角色。必殺技性能都十分地優秀，但是每施放一次必殺技都必須消耗一定量的卡路里值(カロリーゲージ)，如果以必殺技取消必殺技的話還會額外消耗更多的卡路里值。當卡路里值消耗殆盡時，每使用一次必殺技後都會有極大的硬直，可以藉由輸入特定指令來回復卡路里值。
- 艾爾菲爾特＝瓦倫蒂

配音：洲崎綾（日本）
拉姆雷薩爾=瓦倫蒂的妹妹，也是「瓦倫蒂(ヴァレンタイン)」之一。喜歡大自然和動物，有著無法忽視任何寂寞的人的溫柔性格，也同時具備了只要問題能夠靠行動解決就會盡力去完成的積極個性。不斷磨練自己的「女子力」，期望可以成為自己理想中的女性，不過似乎徒勞無功。對索爾抱有曖昧的情感。
戰鬥風格：艾爾菲特會以手榴彈、散彈槍和狙擊槍等火器進行戰鬥，可以應對幾乎全距離的作戰，具有本作中數一數二的牽制和壓制能力。
STRIVE以第三季DLC追加角登場，自己成立重金屬樂隊「Speothos Venaticus」，但粉絲數依然稀少，服裝從原本的連衣長裙換成輕便連身短裙。
- 雷歐=白牙〈レオ＝ホワイトファング〉

配音：稲田徹（日本）
統治伊留亞連王國的「連王」之一。在聖戰期間與凱伊是舊識，將他視為好友以及勁敵。曾經與自己帶領的部隊從瀕臨全滅的危機中生還，擁有十分優秀的統帥力和戰鬥力。性格十分豪爽，但相反的是個處理事務十分慎重的人。興趣是製作「My字典(マイ辞書)」，會將現有的字彙和認識的人、事、物進行連結(例如，他在「惡魔」這一條目下記載著自己姐姐的名字)。
戰鬥風格：會以高性能的飛行道具、強力突進技和特殊戰鬥架式(構え)進行作戰，擁有優秀的破防能力。

## Guilty Gear Xrd -REVELATOR-／REV2
- 潔克‧歐（Jack‧O）

配音：五十嵐裕美（日本）
「那個男人」的親信之一。因為是被提前強制從未來喚醒到現世的個體，產生了同時具備成人和幼兒性格的不安定精神狀態，平時會隨身攜帶著面具和糖果，充滿著謎團。實際上也是「瓦倫泰(ヴァレンタイン)」之一，裝載著格式化的雅莉亞(Aria)之記憶及意識。GGXrdR結局藉由跟正義(Justice)融合變成雅莉亞(Aria)
STRIVE以雅莉亞本尊為第一季DLC參戰角
戰鬥風格：是個擁有平均性能的角色，其獨特的部分是以放置家(ゴースト)來生產從者(サーヴァント)的方式進行戰鬥，必殺技的指令十分簡單。從者有三種兵種，分別是「劍兵」「槍兵」「法師」，士兵會在被攻擊、潔克被攻擊、家被破壞或被潔克引爆時消失。官方定位為容易上手但是難以精熟的角色。
- 雷文（Raven）

配音：安元洋貴（日本）
於GG2時即為可操作角色。「那個男人」的親信之一。對「那個男人」有著絕對的忠誠，擁有不死的身體以及無限的壽命。因為接受重複數百年的刺激而失去了許多感受的體會能力，只會對「痛」這個感覺有新鮮的感受。
戰鬥風格：雷文會以詭譎的攻擊方式和強力的牽制技進行戰鬥，擁有藉由承受傷害來提升必殺技強度的特殊計量表。
- 琴慧弦

配音：手塚秀彰（日本）
負責調整在萬物之中流動之「氣」的「調律師」。慧弦是調律師一族—琴家的現任當主，信奉著做任何事都要全力以赴的信條，因此很受身邊的人信賴。外貌是一位體格十分壯碩的年長男性。
但大部分的人都不知道的是其真面目是位乘坐人型義體「全力琴」（ジヨンリヨククム）的少女。
戰鬥風格：火力優秀的足技和可以自由操縱的飛行道具都是他的拿手武器，跟巨大的外貌不同，擁有與巨大體型不相符的機動性及優秀的牽制能力。
- 安薩（Answer）

配音：關智一（日本）
自稱是大總統奇普的輔佐官。擁有異常發達的記憶力，幾乎對任何事物都能夠過目不忘，與他熟識的人都稱他為人體資料庫。
戰鬥風格：安薩擁有各式長距離的攻擊能力，會藉由設置專用的特殊道具來進行各式的高速動作來迷惑對手。
- 飛鳥．R．克魯茲（Asuka R. Kreutz）

配音：杉田智和（日本）
那個男人(That Man，あの男)的真名，Xrd主線故事一度為對抗元老院以及聖皇艾利爾斯，和眾人聯手合作對抗，GGXrdRev的故事結尾時從索爾口中得知的真正名字。
於XrdRev2外傳後日談A章節最後飛鳥自願被美國政府逮捕，此事傳遍全世界也成一大新聞，並接續GG-STRIVE的劇情。
2023年5/18官方公布飛鳥正式參戰STRIVE，成為玩家可操作角色，是第二季DLC最後追加角，「飛鳥．R♯」此名稱是指此人是複製人而非本尊，但可在對戰模式角色選單中切換本尊。
戰鬥風格：飛鳥是使用魔法為主體進行戰鬥的角色。他擁有自己專屬的魔力量表，並且藉由消耗魔力來驅使26種不同的魔法進行戰鬥，其中包含了不同性能的方塊型飛道具、改變飛道具飛行軌道的魔法杖、回復魔力的法術…等。不過飛鳥當下能使用的魔法具有隨機性且一旦使用過後就會被消耗掉，相當考驗操作者的臨場反應和資源控管能力。

## Guilty Gear STRIVE
- 名殘雪 〈NAGORIYUKI〉

配音：楠大典（日本）
於STRIVE初次登場，具有東方風格的黑人吸血鬼武士
戰鬥風格：名殘雪擁有長距離的拳脚(日本刀)，還有一個吸血的計量表，當鮮血計量表滿了後會脫下面具，在脫下面具的狀態下會持續流失生命值，但取而代之的是通常技性能大幅提升並能夠使用專屬的強力超必殺技。
- 喬凡娜 〈ジオヴァーナ，GIOVANNA〉

配音：新谷真弓（日本）
於STRIVE初次登場，護衛美國大總統的特別警護官。
表面傲慢不遜、有十分懶散，甚至也不會對上司使用敬語，看起來不怎麼看重人際關係，但實際上是位關心小孩、動物也為此著想的善人。
戰鬥風格：喬凡娜會使用以足技為核心的肉搏為主，偶爾也會借助跟隨自己的狼靈「雷依」來進行戰鬥。喬凡娜可以利用多樣化且敏捷的身手，施展出各種各樣的強硬進攻手段。
- 黃金路易斯・狄金森 〈ゴールドルイス・ディキンソン，GOLDLEWIS DICKINSON〉

配音：木村雅史（日本）
於STRIVE初次登場，第一季DLC角色，是美國現役軍人兼現任國防部長官，有豐富實戰經驗並具備優秀的判斷以及指揮也獲得其無數信賴。
對UMA有高度興趣，反而對幽靈、外星人顯得很冷淡也沒興趣。
戰鬥風格：黃金路易斯會揮舞著封印著UNA的棺材做武器，在近身戰中擁有極強大的火力。另外，黃金路易斯擁有一個「國防等級量表」，該量表會影響他使用的飛道具的性能強度。
- 哈毘・卡歐斯 〈ハッピーケイオス，HAPPY CHAOS〉

配音：高橋信（日本）
STRIVE初次登場，第一季DLC實裝為可操作角色。首位發現バックヤード並傳授人類的魔法知識的男子，飛鳥的師傅。因吸收伊諾的半身其身體產生異變，將全人類誕生的希望寄宿於自身體內。
戰鬥風格：卡歐斯以手槍為主要的戰鬥手段，並擁有子彈和集中值量表等資源，能夠邊施展通常攻擊邊射擊，也能夠集中精神使出強力的射擊。卡歐斯還同時擁有翻滾、放置阻擋物等輔助他進行射擊纏鬥的狡詐必殺技。
- 迪萊菈 〈ディライラ〉

配音：藤川茜（日本）
第二季DLC參戰新角，床人的親妹妹，沿用已逝的哥哥遺留的自律護衛機械，具有與哥哥相同的超高思考能力，同樣地對世間的人事物與感情無感也沒興致。
遊戲本篇以「床人?」名稱顯示於角色選單與對戰時的頭像名稱。
戰鬥風格：會由護衛機械代替迪萊菈進行戰鬥，其戰鬥方式基本上承襲床人，不過重播必殺技的機制改為會自動施放重播攻擊，並可以以輸入指令的方式改變重播的時機。
- 遊妮咔 〈ユニカ〉

配音：石川由依（日本）
第四季DLC追加，動畫版《DUAL RULERS》新角，憎恨機兵(GEAR)的少女。
真身是來自另一世界凱與蒂姬所生的女兒，也是辛的親妹妹。
- 露西 〈ルーシー，LUCY〉

配音：悠木碧（日本）
第四季DLC追加，《電馭叛客：邊緣行者》的跨界角色。